# Acácio de Bizâncio
Agátio, também conhecido por Achacio ou Acácio (em latim: Acacius), é um mártir e santo da Igreja Católica Romana, considerado como um dos 14 Santos Auxiliadores e um santo militar. Não deve ser confundido com Agátias, um historiador bizantino do século VI.

## Vida e obras
Agátio era um centurião romano natural da Capadócia e estacionado na Trácia, que durante a perseguição de Diocleciano foi martirizado em Bizâncio no ano de 303, segundo a tradição, no dia 8 de Maio, dia em que o calendário litúrgico o recordava. Também era celebrado a 16 de Janeiro, data da trasladação solene das suas relíquias. Teria sido torturado, flagelado e decapitado por não renunciar à sua fé cristã.
Várias igrejas de Constantinopla eram-lhe dedicadas, incluindo uma mandada construir por Constantino. Considerado um dos Santos Auxiliadores, é invocado contra as dores de cabeça e para protecção dos soldados. É em geral representado como um soldado vestido com cota de malha e escudo tendo na mão um punhado de espinhos, símbolo do seu martírio.
As suas relíquias foram transferidas por volta do ano de 630 para a cerca do mosteiro de Vivário, construído no século anterior por Cassiodoro, em Squillace, uma cidade costeira da Calábria, onde foram colocadas numa fonte monumental para tal construída. As relíquias repousam hoje na catedral de Squillace, onde o santo é venerado.